# Војводство великопољско
Војводство Великопољско (пољ. Województwo wielkopolskie) је једно од 16 Пољских Војводства. Налази се у западном делу Пољске. Међу војводствима Пољске Заузима друго место по површини, а треће по броју становника. Војводство Великопољско не треба мешати са Великопољском јер се у војводству налазе неке територије које нису постојале у саставу Великопољске и обрнуто.

## Географија

### Положај

#### Суседна војвподства
- Војводство Доње Шлеско
- Војводство Кујавско-Поморје
- Војводство Лубуш
- Војводство Лођ
- Војводство Опоље
- Војводство Поморје
- Војводство Западно Поморје

### Престоница
Престоница Великопољског војводства је Познањ, у чијој се агломерацији налази око 850.000 становника (око 570.000 у Познању и око 280.000 у Познањеском повјату) – Познањ је један од највећих пољских услужних, индустријских, научних и културних центара.

### Највећи градови
Становништво 31. 12. 2004
- Познањ – 570 778
- Калиш – 109 103
- Коњин – 80 355
- Пила – 75 248
- Остров Вјелкополски – 73 096
- Гњезно – 70 217
- Лешно – 63 787

### Остали важнији градови
Градови са преко 15 хиљада становника (поређани по азбучном реду):
Вонгровјец, Вжесња, Гостињ, Злотов, Јароћин, Коло, Кошћан, Кротошин, Лубоњ, Нови Томисл, Оборњики, Плешев, Равич, Сважендз, Срем, Срода Вјелкополска, Турек, Хођеж, Шамотули

## Административна подела
Становништво по повјатима (31.12.2004)
- Повјат хођески (powiat chodzieski) – 46 843
- Повјат чарнковско-тжћјанецки (powiat czarnkowsko-trzcianecki) – 86 113
- Повјат гњезњењски (powiat gnieźnieński) – 140 298
- Повјат гостињски (powiat gostyński) – 75 682
- Повјат грођски (powiat grodziski) – 49 227
- Повјат јароћињски (powiat jarociński) – 70 301
- Повјат калиски (powiat kaliski) – 80 051
- Повјат кепињски (powiat kępiński) – 55 195
- Повјат колски (powiat kolski) – 88 969
- Повјат коњињски (powiat koniński) – 122 982
- Повјат кошћањски (powiat kościański) – 77 656
- Повјат кротошињски (powiat krotoszyński) – 76 980
- Повјат лешчињски(powiat leszczyński) – 49 563
- Повјат мједсиходски (powiat międzychodzki – 36 324
- Повјат новотомиски (powiat nowotomyski) – 71 579
- Повјат оборњицки (powiat obornicki) – 55 657
- Повјат островски (powiat ostrowski) – 158 600
- Повјат остжешовски (powiat ostrzeszowski) – 54 366
- Повјат илски (powiat pilski) – 137 085
- Повјат плешевски (powiat pleszewski) – 61 864
- Повјат познањски (powiat poznański) – 280 924
- Повјат равицки (powiat rawicki) – 59 137
- Повјат слупецки (powiat słupecki) – 58 869
- Повјат шамотулски (powiat szamotulski) – 85 773
- Повјат средски (powiat średzki) – 54 549
- Повјат сремски (powiat śremski) – 58 465
- Повјат турецки (powiat turecki) – 83 734
- Повјат вагровјецки (powiat wągrowiecki) – 67 349
- Повјат волштињњски (powiat wolsztyński) – 54 507
- Повјат вжесињски (powiat wrzesiński) – 73 640
- Повјат злотовски (powiat złotowski) – 68 535

### Урбани повјати
- Калиш – 108 792
- Коњин – 81 266
- Лешно – 63 787
- Познањ – 570 778

## Заштита природе
Стање 2004-е године:
- 1 национални парк
- 12 крајобразових паркова (парк у коме је могуће вршити индустријске делатности али у ограниченом обиму) укупне површине 174 569,88 ha
- 95 резервата природе укупне површине 5469,70 ha
- 3601 споменика природе

Површина законом заштићене територије износи 932,6 хиљада ha (9,0% заштићених површина у Пољској)